# Рябок Лихтенштейна
Рябок Лихтенштейна (лат. Pterocles lichtensteinii) — вид летающих птиц из семейства рябковых. Назван в честь немецкого путешественника и зоолога Мартина Лихтенштейна (1780—1857).
Вид распространён в Северной Африке и Юго-Западной Азии от Марокко к востоку в Пакистан и на юг в Кению.
Тело длиной 22—26 см, массой 175—250 г.
Живёт на открытых участках с каменистыми почвами, полузасушливых участках на краях пустынь, равнинах без деревьев. Вне сезона размножения держится многочисленными стаями. Питается семенами и ягодами, реже травами, листьями, почками, цветами. Глотает песок и мелкие камешки, чтобы улучшить пищеварение. Сезон размножения длится с февраля по сентябрь. Образует моногамную пару. Гнездо — неглубокая ямка в почве между травами или под кустом, выстлана кусочками высушенной растительности. В кладке два—три яйца. Птенцы с родителями покидают гнездо через несколько часов после вылупления.